# Passovini
De Passovini zijn een geslachtengroep van vlinders in de familie van de dikkopjes (Hesperiidae).

## Geslachten
- Agara Mabille & Boullet, 1908
- Aspitha Evans, 1951
- Granila Mabille, 1903
- Myscelus Hübner, 1819
- Passova Evans, 1951